# Иванов, Сергей Петрович (футболист)
Сергей Петрович Иванов (24 апреля (7 мая) 1906 год — 20 ноября 1964) — советский футболист, нападающий, большую часть карьеры провёл в «Динамо Москва». Семикратный чемпион Москвы, двукратный чемпион СССР в составе сборной Москвы.

## Биография
Иванов был одним из ведущих футболистов московского «Динамо» в период чемпионатов страны среди спортивных обществ и ведомств. Он был одним из тех, благодаря кому команда приобрела славу и популярность в 20-е — первой половине 30-х годов. Иванов отличался осмысленной, комбинационной игрой, действовал, исходя из конкретной ситуации, складывающейся на поле. Недостаток скорости он компенсировал рациональными, умными и полезными действиями для команды. Иванов умел сплотить игроков вокруг себя, благодаря ему команда действовала как целостный и оригинальный коллектив. Своими чёткими, выверенными передачами он организовывал игру всего нападения команды. Особенно много результативных пасов он отдавал на Василия Павлова.
Иванов гармонично комбинировал коллективные действия с индивидуальными, в нужный момент умел взять игру на себя. Был большим мастером индивидуальной игры, в совершенстве владел обманными финтами. Иванов мог пробить с любой ноги, причём в момент удара он подкручивал мяч так, что он проскакивал мимо рук и ног вратарей соперников, часто забивал и был одним из лучших бомбардиров команды в середине 20-х годов. В 1927 году в товарищеском матче с «Динамо» из Нижнего Новгорода Иванов сумел забить десять голов из 12, проведённых столичным клубом. 30 июля 1933 года Иванов сыграл за сборную СССР в неофициальном матче против Турции, соперник одержал победу со счётом 2:1. Всего в 84 международных и междугородных матчах за сборные и московское «Динамо» забил 102 гола.
По окончании футбольной карьеры после Великой Отечественной войны до конца жизни работал водителем на московском стадионе «Динамо».